# Adrian Smith (glazbenik)
Adrian Frederick "H" Smith (Hackney, London, 27. veljače 1957.) je tekstopisac te jedan od triju gitarista britanske heavy metal grupe Iron Maiden.